# Vojskové letectvo

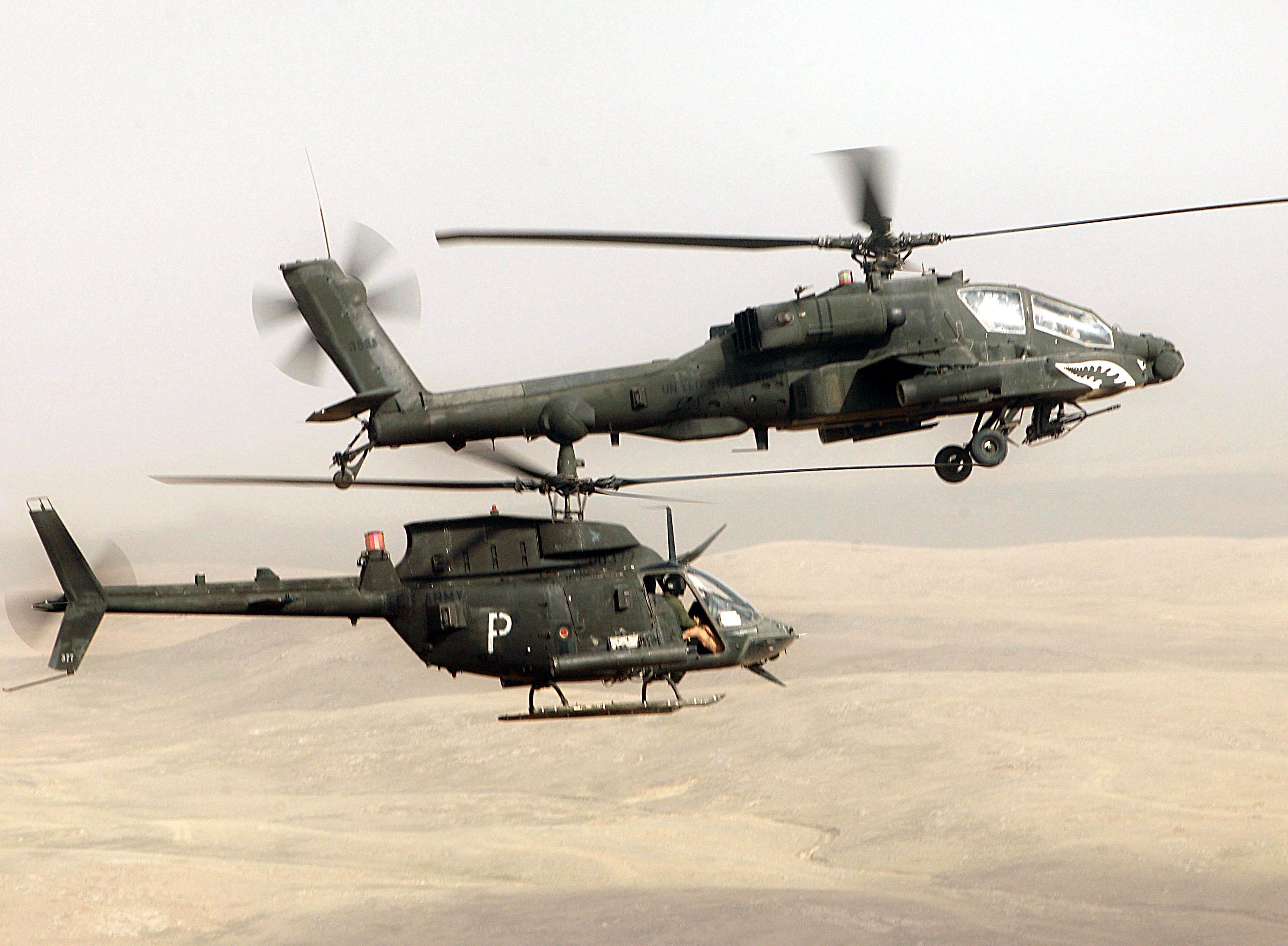
Vrtulníky OH-58 Kiowa a AH-64 Apache vojskového letectva Armády Spojených států v letu.

Vojskové letectvo je označení pro leteckou složku ozbrojených sil existující v některých zemích jako integrální součást jejich pozemního vojska, a určenou k jeho podpoře. Většina existujících vojskových letectev provozuje zejména různé typy vrtulníků, jak bitevních určených k plnění úkolů boje proti obrněným vozidlům a vzdušné podpory, tak i stroje určené pro průzkum a pozorování bojiště, a transportní typy pro úkoly taktické přepravy jednotek a transportu raněných.
Jako pozorovací, spojovací a taktické transportní jsou vojskovými letectvy často užívána i letadla s pevným křídlem, zejména lehčích kategorií.
Někdy je jako vojskové letectvo označována ta část vzdušných sil dané země určená k plnění těchto úkolů a kooperaci s pozemními silami, aniž by byla jejich součástí.